# Tammy Burdett
Tammy Burdett (* 1940 in Seattle) ist eine US-amerikanische Jazzmusikerin (Kontrabass, Gesang) und Songwriterin.

## Leben und Wirken
Burdett wuchs in Seattle in einer musikalischen Familie auf; ihr Vater, Vaughn Abbey, spielte in den 1930er- und 40er-Jahren Kontrabass im Seattle Symphony sowie Tuba in der Seattle World’s Fair Marching Band. Sie lernte als Kind Klavier und als junge Erwachsene Kontrabass. Sie spielte Bass im Seattle Women’s Symphony und dem Long Beach Symphony Orchester in Kalifornien. Mit 14 Jahren spielte Burdett für ihren Vater bei den Esquires im Washington Athletic Club. Als Teenager begann sie auch, in Tanzbands und kleinen Jazzgruppen zu spielen. Als 1962 die Weltausstellung begann, ersetzte sie ihren Vater am Bass in der Burlesque-Show von Gracie Hansen. 
Um 1964 hatte Burdett erste Fernsehauftritte in der Jazzcombo Individuals um den Schlagzeuger Chuck Mahaffay zu der auch Larry Coryell und später Ralph Towner gehörte – in der „Katherine Wise Show“ ebenso wie in der „Bob Hardwick Show“ in Seattle. In der Gruppe spielte Burdett Kontrabass und sang ein paar Lieder, darunter auch eigene Songs. Burdett arbeitete in den folgenden Jahren mit dem Pianisten Johnny Lester und dem Akkordeonisten Gene Boscacci. 1969, als die Jobs in der Musikbranche versiegten, zog sie nach Los Angeles.
Schon kurz nach ihrer Ankunft in Los Angeles im Jahr 1970 nahm sie einen festen Clubjob bei dem Komponisten und Pianisten Howlett "Smitty" Smith als Mitglied seines Trios an. Smith ermutigte sie, weiter eigenen Songs zu schreiben. Einige ihrer Lieder wurden von Jazzkünstlern wie Quincy Jones, Cleo Laine, Dudley Moore und Roger Kellaway interpretiert; der Song „Soft Shoe“, den sie zusammen mit Ray Brown geschrieben hatte, wurde von Ernestine Anderson auf dem Album Hello Like Before (1976) gecovert.
Viele Jahre lang war Burdett als E-Bassistin und Sängerin in der Musikszene von Los Angeles aktiv, begleitete Sänger und Showgruppen, um auch bei zahlreichen Gelegenheiten in Las Vegas zu arbeiten. Sie kehrte 1988 nach Seattle zurück und blieb dort als Musikerin weiter aktiv. 2008 erschien ihr erstes Album, Donʼt Say Youʼre Hot When Youʼre Not. Weiteres Material für weitere Alben wurde 2022 auf dem Doppelalbum Fancy Free: The Voice and Songs of Tammy Burdett bei Fresh Sound Records veröffentlicht.